# 41
Évszázadok: i. e. 1. század – 1. század – 2. század
Évtizedek: i. e. 1-es évek – 1-es évek – 10-es évek – 20-as évek – 30-as évek – 40-es évek – 50-es évek – 60-as évek – 70-es évek – 80-as évek – 90-es évek
Évek: 36 – 37 – 38 – 39 –  40 – 41 – 42 – 43 – 44 – 45 – 46

## Események

### Római Birodalom
- Caligula császárt (helyettesei január 7-től júniusig Quintus Pomponius Secundus, októberig Quintus Futius Lusius Saturninus, majd Quintus Ostorius Scapula) és Cnaeus Sentius Saturninust (helyettese Marcus Seius Varanus és Publius Suillius Rufus) választják consulnak.
- Január 24 - Caligula császárt saját testőrei meggyilkolják, majd megölik negyedik feleségét, Milonia Caesoniát és egyéves lányát is. Nagybátyját, a sokak által lenézett, sőt fogyatékosnak tartott Claudiust egy ajtó mögül húzzák elő a katonák, hogy a táborukba vigyék. Miután a szenátus nem tudott megegyezni a köztársaság visszaállításáról, a praetoriánus gárda nyomására Claudiust császárrá kiáltják ki.
- Claudius eltörli Caligula minden rendeletét, de gyilkosait elítélik és kivégzik.
- Claudius átadja a római igazgatás alatti Júdeát és Szamáriát az Észak-Palesztinát uraló Heródes Agrippának és megengedi neki a királyi cím használatát. A zsidók visszakapják szabad vallásgyakorlásukat, de Rómában tilos téríteniük.
- Iulia Livillát (Caligula testvérét) és ifjabb Senecát paráználkodás miatt a császár Pandateriára, illetve Korzikára száműzi. Az év végén vagy a következő év elején Livillát Claudius parancsára halálra éheztetik.
- A germánok (a chattus, marsus és chaucus törzsek) átkelnek a Rajnán és betörnek római területre, de visszaverik őket.

### Kína
- Kuang Vu császár Ma Jüan vezetésével sereget küld a lázadó vietnami Trưng nővérek ellen.
- Kuang Vu elválik a hivatalos császárnétól, Kuo Seng-tungtól (aki a második felesége és politikai okokból vette el) és első feleségének, Lin Ji-huának adja a császárnéi címet. Két évvel később a trónörökösi cím a Kuótól született fiáról átszáll a Lintől született fiúra.

## Születések
- Tiberius Claudius Caesar Britannicus, Claudius császár fia

## Halálozások
- január 24. – Caligula császár
- Milonia Caesonia, Caligula felesége
- Iulia Drusilla, Caligula lánya
- Iulia Livilla, Caligula húga

## Fordítás
- Ez a szócikk részben vagy egészben  a(z)   41 című francia Wikipédia-szócikk ezen változatának fordításán alapul.  Az eredeti cikk szerkesztőit annak laptörténete sorolja fel. Ez a jelzés csupán a megfogalmazás eredetét és a szerzői jogokat jelzi, nem szolgál a cikkben szereplő információk forrásmegjelöléseként.